# Avant l'école
Avant l'école, puis Club mini Zig Zag était une émission de télévision française pour la jeunesse diffusée sur TF1 du 4 septembre 1989, au 4 janvier 1995.
L'émission propose des séries d'animation françaises et européennes permettant à TF1 de répondre aux quotas de production des programmes jeunesses imposés par le CSA.

## Historique
Depuis plusieurs mois TF1 et le Club Dorothée sont la cible de critiques concernant la violence de certains dessins-animés et le manque d'investissement dans la création française. En 1989, le CSA impose de nouveaux quotas de productions à destination des programmes jeunesse. Avant l'école permet donc à la chaîne de diffuser des dessins animés européens et français afin de respecter ces quotas.
Pendant les vacances scolaires de 1989, l'émission prend le titre de L'école buissonnière.
À partir de 1990, l'émission est présentée par Zig Zag, un personnage animé inventé pour l'occasion.
À partir du 9 septembre 1991, l'émission obtient une case horaire supplémentaire à 6h30 sous le titre Club mini Zig Zag. Le 20 septembre 1991, la case horaire de 7h10 est reprise par le Club Dorothée Avant l'école produite par AB.
Le 4 janvier 1995, le Club Mini Zig Zag s'arrête laissant la place le lendemain à l'émission À tout Spip produite par TF1 et Dupuis Audiovisuel.

## Habillage
L'habillage de l'émission est réalisé par le studio Pixibox. Michel Elias prête sa voix à Zig Zag.

## Diffusion
Avant l'école est diffusé de 7h10 à 8h10 en 1989, puis de 7h20 à 8h20 à partir du 4 janvier 1990.
Le Club Mini Zig Zag est diffusé tous les jours de 6h30 à 7h00. Dès le 14 septembre 1994, l'émission adopte la grille du mercredi de 7h15 juste avant le Disney Club.

## Dessins-animés diffusés
- Alfred J. Kwak (1990-1994)
- Calimero (1990-1994)
- Cococinel (1993-1995)
- Costa (1991-1995)
- Cubitus (1990-1993)
- Don Quichotte (1994)
- Gil et Julie (1994)
- He-man, le héros du futur
- La Bande à Ovide (1990-1994)
- Le Piaf (1989-1990)
- Les Aventures de Carlos (1994)
- Les Aventures de Tintin, d'après Hergé (1989-1990)
- Les Fruittis (1991-1994)
- Les Mondes engloutis (1990-1993)
- Les Snorky (1990-1993)
- Omer et le fils de l'étoile (1993-1994)
- Pif et Hercule (1989-1995)
- Quick et Flupke (1993-1994)
- Rahan (1989)
- Robo Story (1989-1990)
- SOS Fantômes (1989-1995)
- SuperTed (1993)
- Touni et Litelle (1989)

## Séries diffusées
- Les Compagnons de l'aventure : Les Six Compagnons
- Les Compagnons de l'aventure : Michel
- Des épinards dans les basketts